# Essendine
Essendine – wieś w Anglii, w hrabstwie Rutland. Leży 19 km na wschód od miasta Oakham i 135 km na północ od Londynu. W 2001 miejscowość liczyła 368 mieszkańców.